# بيلي برايس (موسيقي)
بيلي برايس (بالإنجليزية: Billy Price)‏ هو موسيقي أمريكي، ولد في 10 نوفمبر 1949.

## وصلات خارجية
- بيلي برايس على موقع ميوزك برينز (الإنجليزية)